# Heinrich Röhreke
Heinrich Carl Franz Röhreke (* 20. März 1910 in Hankou, China; † 30. November 2001 in Dießen am Ammersee) war ein deutscher Diplomat.

## Leben
Der Sohn eines in Ostasien tätigen Kaufmanns besuchte nach dem Ersten Weltkrieg ein humanistisches Gymnasium in Kiel und studierte nach dem Abitur Rechtswissenschaften und Volkswirtschaft. Nach dem Zweiten Juristischen Staatsexamen absolvierte er Sprachkurse zur Erlernung der chinesischen und japanischen Sprache. Im Anschluss wurde er Anfang der 1930er Jahre Mitarbeiter der Deutschen Handelskammer zu Shanghai, ehe er im Mai 1936 in den Diplomatischen Dienst eintrat. Am 17. Juli 1937 beantragte er die Aufnahme in die NSDAP und wurde zum 1. November desselben Jahres aufgenommen (Mitgliedsnummer 4.679.246).
Aufgrund seiner fundierten Sprachkenntnisse wurde er in der Folgezeit an den Auslandsvertretungen in Xinjing, Shanghai, Chongqing und Peking eingesetzt. Zuletzt war er 1944 Konsul in Hankow.
Nach dem Ende des Zweiten Weltkrieges war er bis 1947 als Assistenzprofessor an der Universität Wuchang tätig.
Nach seiner Rückkehr nach Deutschland war er zunächst zwischen 1948 und 1949 als Wissenschaftlicher Mitarbeiter am Max-Planck-Institut für Internationales Recht in Tübingen tätig, wo auch seine Promotion zum Dr. iur. erfolgte. Im Anschluss wurde er 1950 Persönlicher Referent von Gebhard Müller, dem Staatspräsidenten von Württemberg-Hohenzollern.
Später trat er als Legationsrat Erster Klasse wieder in den Diplomatischen Dienst ein. Als Konsul Erster Klasse wurde er 1958 zum Generalkonsul in Singapur ernannt und hatte dieses Amt bis 1963 inne.
1963 wurde Röhreke Vortragender Legationsrat im Auswärtigen Amt, ehe er von 1967 bis 1969 Botschafter auf den Philippinen war.
1971 wurde er als Gesandter 1. Klasse als Geschäftsträger in der deutschen Botschaft in Japan tätig. Im folgenden Jahr wurde er Gesandter 1. Klasse an der neu eingerichteten Botschaft in der Volksrepublik China und war bis zur Akkreditierung von Rolf Friedemann Pauls, des ersten Botschafters nach Aufnahme der diplomatischen Beziehungen, als Geschäftsträger Leiter der Botschaft. Danach war er bis zu seinem Eintritt in den Ruhestand 1975 Stellvertreter des Botschafters und Leiter der Politischen Abteilung der Botschaft.